# Albert De Cleyn
Albert De Cleyn (28. června 1917, Mechelen – 13. března 1990) byl belgický fotbalista a trenér.
Hrál útočníka za KV Mechelen. S 377 góly je nejlepším střelcem v historii belgické ligy.

## Hráčská kariéra
De Cleyn hrál celou kariéru za KV Mechelen. S 377 góly je nejlepším střelcem v historii belgické ligy. V sezónách 1941/42 a 1945/46 byl králem střelců ligy. Nejvíc gólů dal i v neoficiálních ročnících 1940/41 a 1944/45.
V reprezentaci hrál 12 zápasů a dal 9 gólů.

## Trenérská kariéra
Po skončení hráčské kariéry byl trenérem KV Mechelen.

## Úspěchy

### Klub
Mechelen
- Belgická liga (3): 1942/1943, 1945/1946, 1947/1948

### Individuální
- Král střelců belgické ligy (2+2): oficiální 1941/42 (34 gólů), 1945/46 (40 gólů) + neoficiální 1940/41 (19 gólů), 1944/45 (25 gólů)